# Seznam južnokorejskih biatloncev
Seznam južnokorejskih biatloncev.

## C
- Choi Dujin

## H
- Heo Seonhoe
- Hwang Byung-Dae

## J
- Jeon Jae-won
- Jung Ju-mi

## K
- Kim Ja-youn
- Kim Jongmin
- Kim Seon-su
- Kim Yonggyu
- Ko Eun-jung

## L
- Lee In-bok
- Lee Su-young

## M
- Mun Ji-hee

## P
- Park Ji-ae
- Park Yoon-Bae

## S
- Shin Byung-kook